# BMW R62
La BMW R62 è una motocicletta da strada prodotta dalla casa tedesca BMW Motorrad dal 1928 al 1929.

## Storia del progetto

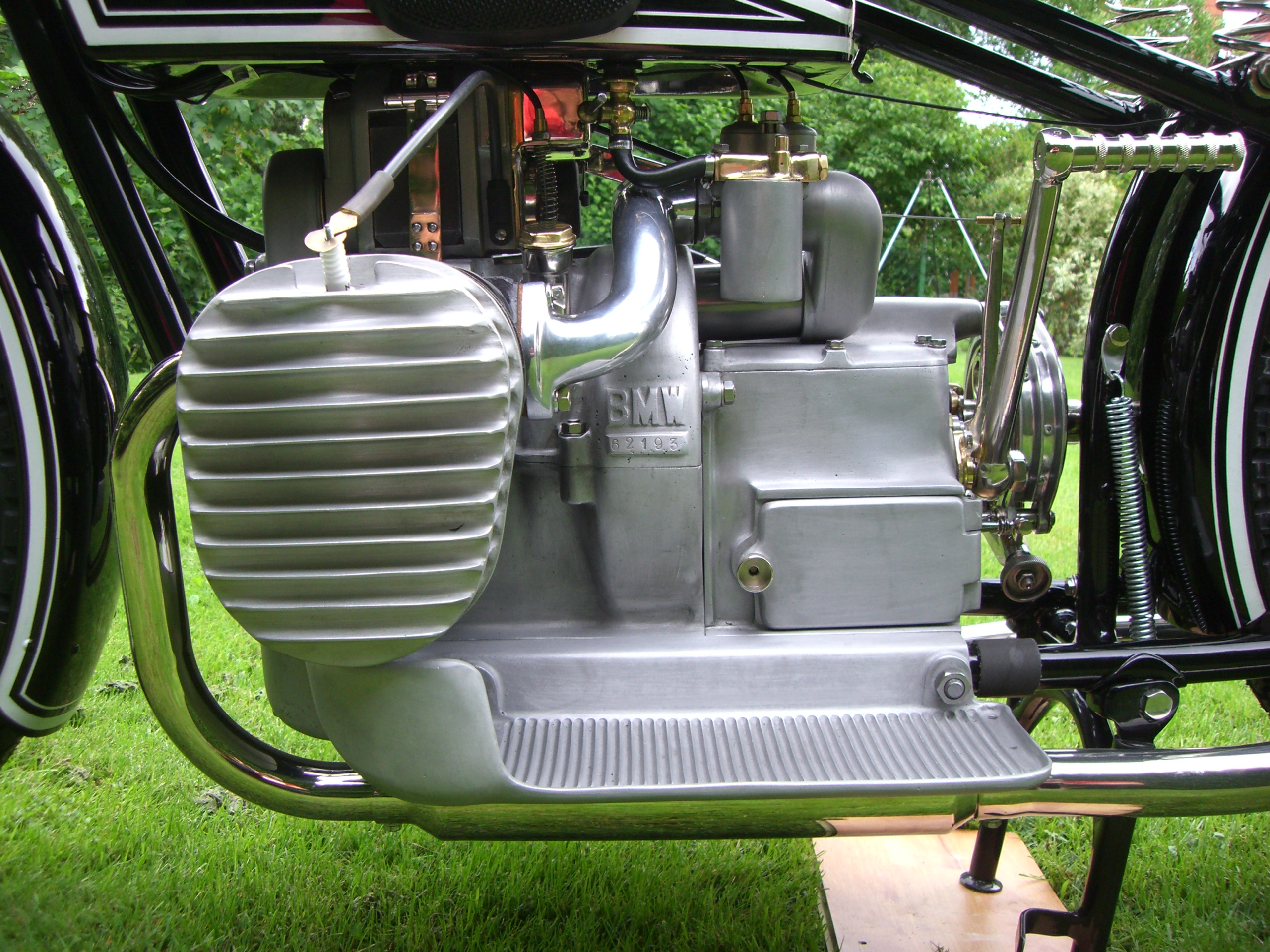
Il motore

Introdotta nel 1928, fu la prima 750 cm³ prodotta dalla casa bavarese. Motocicletta con vocazione turistica, condivideva il telaio ed altri componenti con le più piccole R52 e R57, nonché con la R63, anch'essa una 750 ma a vocazione sportiva. Tale principio di modularità era stato introdotto con le R42 e R47. La differenza principale risiedeva nel motore, rispetto alla versione da 500 quello della R62 aveva un alesaggio aumentato di 15 mm, che portava quindi la misura corsa x alesaggio a 78 x 78 mm.
La frizione a secco era inizialmente monodisco, durante la produzione si passò poi alla bidisco.

## Produzione e vendita
Tutte e quattro le moto furono presentate al salone di Berlino del novembre 1928. In tale occasione furono oscurate dai nuovi modelli con telaio in acciaio stampato, la R11 e la R16, che già nel 1929 andarono a sostituire rispettivamente la R62 e la R63.
La R62 fu lanciata sul mercato ad un prezzo di 1.650 Reichsmark, abbassato poi a 1.450 Reichsmark nel 1930, quando era già in produzione il modello successivo, la R11. Furono prodotti complessivamente 4.355 esemplari.